# آساهی ایشیواتا
آساهی ایشیواتا (ژاپنی: 石渡 旭؛ زادهٔ ۸ آوریل ۱۹۹۶) یک بازیکن فوتبال اهل ژاپن است.
از باشگاه‌هایی که در آن بازی کرده‌است می‌توان به باشگاه فوتبال فوکوشیما یونایتد اشاره کرد.